# Йоханнесен, Эдвар Хольм
Эдвар Хольм Йоханнесен (норв. Edvard Holm Johannesen; 1844, Миддагсбукта, Балсфьорд  — 17 декабря 1901, Балсфьорден, Балсфьорд) — норвежский мореплаватель.
Совершил несколько плаваний в Карское море, объехал Новую Землю в 1870 и 1871 и в августе 1878 к северо-востоку от устья Енисея открыл остров Уединения (Ensomheden).